# 제3후보
제3후보(第3候補)는 대통령 선거 따위에서 제1당과 제2당의 후보가 아닌 제3의 정당의 후보나 돌풍을 일으킨 무소속후보이다.
이들은 모두 여당의 후보가 아니다.
국민의 정치 불신을 등에 업고 선거 열기를 끌어올리지만 결국은 들러리에 그친다.
의도치 않게 '킹메이커' 역할을 하기도 한다.

## 대한민국 대통령 선거에서의 제3후보
- 대한민국 제14대 대통령 선거 : 정주영(통일국민당)
- 대한민국 제15대 대통령 선거 : 이인제(국민신당)
- 대한민국 제16대 대통령 선거 : 정몽준(국민통합21 : 불출마)
- 대한민국 제17대 대통령 선거 : 문국현(창조한국당)
- 대한민국 제18대 대통령 선거 : 안철수(무소속 : 불출마)

## 미국 대통령 선거에서의 제3후보
- 1992년 미국 대통령 선거 : 로스 페로(무소속)
- 1996년 미국 대통령 선거 : 로스 페로(개혁당 (미국))
- 2000년 미국 대통령 선거 : 랠프 네이더(미국 녹색당)
- 2012년 미국 대통령 선거 : 게리 존슨(자유당 (미국)), 질 스타인(미국 녹색당)
- 2016년 미국 대통령 선거 : 게리 존슨(자유당 (미국)), 질 스타인(미국 녹색당)

## 같이 보기
- 제3당